# Marisa López Soria
Marisa López Soria (Albacete, 1956) es una poeta y escritora española, conocida en su faceta narradora sobre todo por sus aportaciones a la literatura infantil y juvenil. Aunque nació en Albacete, ha residido casi toda su vida en Cartagena y Murcia.

## Biografía
Licenciada en Historia del Arte, funcionaria docente, directora en centros públicos, y asesora de Formación en Centros de Profesores. A día de hoy se dedica plenamente a la literatura.
Cuenta con más de treinta libros publicados para niños y jóvenes en diversas editoriales como Edebé, Everest, Alfaguara, Hiperión, Casals, Espasa, Círculo de Lectores, Pearsons Educación, Mondadori, La Galera, Planeta, Oxford, Laberinto.
Nombrada por la Dirección General del Libro Madrina del Día de la Escritura del curso 2012-2013, desarrolla en la actualidad una labor de difusión de la Lectura y Escritura por España y Europa, basada en actividades de Encuentros con Autor, así como en cursos, seminarios, y Talleres de Creación Literaria para niños, jóvenes, y adultos en bibliotecas, Universidades, Fundaciones, Ferias del Libro, Escuelas Europeas e Institutos Cervantes.
Colabora en Planes de Lectura en centros escolares y bibliotecas que llevan su nombre, y en Programas Educativos de la Fundación Telefónica, La Casa Encendida, la Fundación Botín o la Fundación Cajamurcia.
Galardonada en los géneros de poesía, ensayo y narrativa,  ha sido traducida a diversos idiomas, francés, inglés, japonés, portugués y coreano. Su obra se encuentra recogida ampliamente en el “Diccionario de autores de la LIJ Contemporánea”.

## Características de su obra literaria
Jiménez Company en su estudio monográfico sobre “Un piercing en el corazón”, afirma que López Soria es una escritora singular en la literatura infantil y juvenil en español, por su empleo de formas narrativas y poéticas poco tradicionales, en las que cabe la fusión de géneros, la mezcla de estilos y la combinación tácita (o en ocasiones expresa) de voces narrativas. De su obra, Ana Garralón afirma en su libro “Historia portátil de la literatura infantil”,  que pone en primer lugar el lenguaje y la literatura, por encima de los argumentos y, más aún, de los mensajes explícitos. En entrevista a la autora, publicada para la revista Educación y Biblioteca, percibe dos corrientes: una que proviene del gusto de jugar con las palabras y el cambio de hilo en la narración de tal modo que el recorrido de la trama es, con frecuencia, un paseo sin sentido evidente, pero con muchos sentidos posibles. Y otra corriente donde habla sobre la vida real de las personas, los afectos y aspectos de lo cotidiano.
La tendencia de López Soria en sus textos es reducir,  eliminar palabras, buscando la sencillez situando la trama en lugares universales y no concretos. Sus obras esconden un trasfondo pedagógico, que el niño no percibe en primer plano y que el adulto es capaz de traducir. La revista “Platero”, Premio Nacional de Animación
a la Lectura, en el número especial dedicado íntegramente a la autora, recoge estas características. Así mismo, Juan José Lage Fernández en su
“Diccionario histórico de autores de la Literatura infantil y juvenil
contemporánea”  destaca en las narraciones de López Soria, el uso de un lenguaje rítmico y de agradable lectura – recurriendo a los juegos de palabras– mezclado con un tono coloquial y siempre en presencia de la ironía.  Añade que perfila antihéroes, si bien niños vitales, felices e inteligentes, que saben disfrutar con la imaginación y rodeados de adultos comprensivos en una armonía perfecta.
Para Darabuc, seudónimo del escritor de literatura infantil y traductor Gonzalo García Rodríguez, otra característica recurrente en López Soria, es la presencia de pasajes en la prosa con un claro ritmo versal, e incluso la existencia de rimas. Tampoco su poesía infantil reproduce los moldes clásicos del género, ni en la métrica ni en sus contenidos.
Por otro lado, las obras de esta autora suelen acompañarse de propuestas gráficas. 

## Obra para niños y jóvenes (selección)
- El  hijo de la amazona. Iglú editorial 2022.
- SuperBerta y los primos. Me pido la luna, 2015
- SuperBerta y los primos. Del lado del Corazón, 2015
- SuperBerta y los primos. Día de lluvia, 2015
- SuperBerta y los primos, 2015
- La finalista, 2013
- La princesa de la nube, 2013
- Catalinass, 2009
- Un hombre de palabra, 2009
- Coco, Canela y Anís: El palitroque, 2008
- Coco, Canela y Anís: El papel, 2008
- Coco, Canela y Anís: El secreto, 2008
- Coco, Canela y Anís: La caja, 2008
- Coco, canela y anís: El pensamiento, 2008
- De la A a la Z: Región de Murcia, 2008
- Patricia, la nena que tiene la boca llena, 2008
- Pérez para los amigos, 2008
- Violeta y el dinosaurio, 2008
- Nacho en lo más alto del mundo, 2007
- Un piercing en el corazón, 2007
- El sortilegio de la gruta de Aqueo, 2005
- Los retratos de Renato, 2004
- Camila y el abuelo pastelero, 2003
- La conciencia de un héroe, 2003
- Los colores de Mateo, 2002
- Ramón enamorado, 2002
- Bicicletas blancas, 2001
- Camila de mil amores, 2001
- Los de mi escalera, 2001
- Bicicletas de nariz, 2000
- Los peces no tienen ombligo, 2000
- Se ofrece chico, 2000
- Diversopoemas, 1998
- El verano y sus amigos, 1997
- En consideración te escribo, 1996

## Premios y reconocimientos
- 1986: Premio de Narrativa del Concurso Nacional de Literatura del Ministerio de Educación y Ciencia
- 1995: Primer Premio de Poesía Enma Egea[19]
- 1997: Premio Lazarillo
- 1999: Premio Libro Murciano
- 2000: Premio Libro Murciano
- 2003: Lista de Honor del Premio CCEI
- 2003: Premio Libro Infantil Murciano del año
- 2006: Primer Premio Certamen de la Poesía de Almuñécar